# Experian
Experian és una empresa multinacional irlandesa-estatunidenca d'informes de crèdit al consumidor. Experian recopila i emmagatzema informació sobre més de 1.000 milions de persones i empreses, inclosos 235 milions de consumidors individuals dels EUA i més de 25 milions d'empreses dels EUA.
Amb seu a Dublín, Irlanda, la companyia opera a 37 països amb oficines al Brasil, el Regne Unit i els Estats Units. L'empresa dona feina a aproximadament 17.000 persones i va tenir uns ingressos de 5.180 milions de dòlars per a l'any fiscal que va finalitzar el març del 2020. Cotitza a la Borsa de Londres i forma part de l'índex FTSE 100. Experian és soci de la validació d'adreces d'USPS. És una de les "Tres Grans" agències d'informes de crèdit, juntament amb TransUnion i Equifax.
A més dels seus serveis de crèdit, Experian també ven assistència d'anàlisi de decisions i màrqueting a les empreses, incloses les empremtes digitals individuals i l'orientació de productes a grups de consum. Els seus serveis de consum inclouen accés en línia a l'historial de crèdit i productes destinats a protegir del frau i el robatori d'identitat. Com totes les agències d'informes de crèdit, la llei dels Estats Units obliga a l'empresa a proporcionar als consumidors un informe de crèdit gratuït cada any.